# Ronja Berge
Ronja Svenning Berge, född 13 juni 1984, är en norsk illustratör, designer och serietecknare.
Berge upptäcktes 2000, då hon blott 15 år gammal deltog i Dagbladets serietävling. Från 2003 publicerade hon serier i norska serietidningen Nemi. Hon har en bachelor i visuell kommunikation från Kunsthøgskolen i Oslo och en master från Högskolan för design och konsthantverk i Göteborg. Tillsammans med Mariken Hall och Clara Bodén driver hon produktionsbolaget Vapen och Dramatik.
Berge har också illustrerat flera böcker och bokomslag.